# Paulino Joaquim Leitão
Paulino Joaquim Leitão (Almeida, 1779 —  Lisboa 1830), foi um poeta e militar português.

## Vida[1]
Nasceu na vila de Almeida em 1779, filho de António Joaquim Leitão, de nobre estirpe, filho segundo de casa vinculada, da qual era brasão um leitão de bronze dourado. Teve como filhos, Gil Ivo Leitão, compositor-tipógrafo, responsável pela edição póstuma das suas Rimas, e D. Emília Paulina Leitão.
Frequentou a Universidade, onde se formou em Matemática, saindo de Coimbra com o posto de alferes.
Frequentou o Colégio dos Nobres.
Assentou praça no regimento de infantaria 23 em 16 de Fevereiro de 1791.
Matriculou-se na Real Academia de Marinha no 1.º de Outubro de 1804, completando o curso em 23 de Maio de 1807.
Apresentou-se como voluntário em 17 de Outubro de 1807, e saiu de Lisboa para o Brasil na nau D. João de Castro, que fazia parte da esquadra que conduziu a família real.
Foi promovido a 2.º tenente em 3 de Setembro de 1810; a 1.º tenente em 12 de Outubro de 1817; e a capitão-tenente a 24 de Junho de 1821 pela promoção feita a bordo da nau D. João VI. 
Regressou do Rio de Janeiro a bordo da fragata Carolina, ou Real Carolina, desembarcando em Lisboa a 22 de Agosto de 1821.
No Brasil foi por vezes vogal dos conselhos de guerra, alguns dos quais constituídos para julgar oficiais da marinha. Esteve na guerra de Montevideu, sendo condecorado com o hábito de Montevideu. Fez viagens a bordo do bergantim Falcão, escuna Tártara, bergantim Real Pedro, nau Martin de Freitas e fragata Real Carolina.
Foi votado para deputado às cortes de 1826.
Faleceu em Lisboa, a 30 de Abril de 1830.

## Obras
- Libambo: Metamorfose do Pão de Açúcar (1811)
- A Esquadra portuguesa que transportou aos estados do Brasil os Soberanos de Portugal. Elogio. (1812)
- Na deplorável morte do sereníssimo sr. infante D. Pedro Carlos de Bourbon e Bragança etc. (1812?)
- A queda de Bonaparte: canto épico. (1814)
- Templo da Imortalidade: elogio, para se recitar e cantar no teatro de S. João, no octogésimo primeiro aniversário da rainha D. Maria I, em 17 de Dezembro de 1815 (1815)
- Ode pindárica ao Exercito português, pela gloriosa restauração de 1808, e memorável campanha até 1814. (1815)
- Reconciliação: drama em cinco actos
- Sapor: drama em cinco actos.
- Precaução malograda: comédia.
- As rimas do falecido capitão-tenente da armada, Paulino Joaquim Leitão (póstumo - 1844)